# 君に捧げるエンブレム
『君に捧げるエンブレム』 (きみにささげるエンブレム) は、2017年1月3日21時 - 23時30分 (JST) にフジテレビ系で放送された日本の新春ドラマスペシャル。主演は櫻井翔。

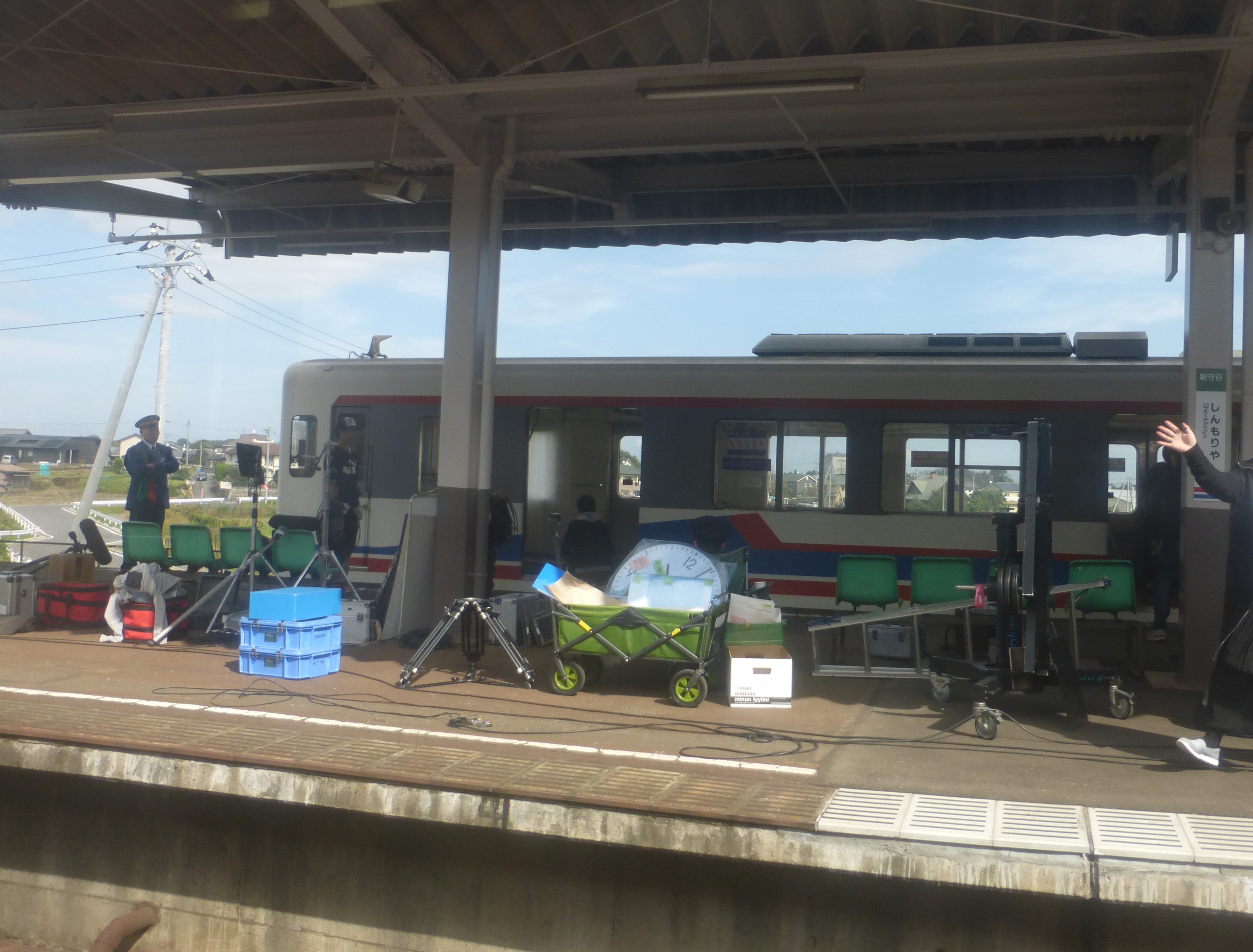
撮影風景、新守谷駅にて

事故で両足の機能を失った元Jリーガーの主人公が、車椅子バスケットボール選手になってパラリンピック日本代表を目指す物語。実在する元選手・京谷和幸がモデル。

## 制作
本作の企画・プロデュースはフジテレビの増本淳が手がけており、取材・構想からドラマ化まで5年かかっている。増本は2011年に本作のモデルとなる車椅子バスケットボール選手・京谷和幸の記事を読んだことをきっかけに、京谷や日本代表コーチの及川晋平らにインタビューを行った。京谷らに会って強い憧れと興奮を感じた増本は、障害者スポーツを感動ポルノとしてではなくかっこいいアスリートとして描くことを目指し、半年ほど取材を重ねてドラマの構想を練ったが、2012年のロンドンオリンピックの際に本作の企画は通らなかった。その後、日本での東京オリンピック開催が近づく2016年のリオオリンピックを前に2度目のプレゼンを行い、ついに企画を通した。
本作は実在選手への取材に基づいた情報をフィクションの物語に落とし込んでおり、主人公やその妻の性格はモデルとなる本人とは異なる。主人公はサッカーの才能や自慢の恋人を持つ自信家で傲慢な一面もあるが、増本は不完全な主人公をかっこよく見せるストーリーこそが大事だと考えた。そして、主演には身勝手でわがままな主人公を視聴者が受け入れられるよう、増本曰く「茶目っ気と真面目さが同居する稀有な役者」である櫻井翔を起用した。櫻井は以前から報道番組『NEWS ZERO』でニュースキャスターとしてパラリンピックや障害者スポーツを取材しているうえ、2歳下で小学校からの友人が車椅子生活を送っており、友人の困難を周囲にも気づいてほしいと思うようになっていた。そこにちょうど主演のオファーがあり、ドラマによって多くの視聴者に関心を与えることができればと考えて出演を快諾した。櫻井は撮影後も、障害者スポーツに「スポットライトを当てることができたら光栄」「思い入れの強い作品」とそれぞれ語っている。
選手役のキャストらは撮影前に車椅子バスケを1か月間練習した後、代々木第一体育館などで1か月間の撮影を経て2016年11月上旬にクランクアップした。当初、増本やコーチの堀江航らは、キャストらの多忙を踏まえて最低限のプレーを撮影するのみで試合シーンは吹き替えを用意していた。しかし、キャストらが予想以上の上達を見せたため、実際にテレビ放送した試合シーンの90%は代役なしのシーンが使用されている。

## 評価
2017年1月3日に放送された本作の視聴率は8.4%だった（ビデオリサーチ調べ、関東地区・世帯・リアルタイム）。
放送に先駆けて2016年12月20日に行われた完成披露試写会では、本作のモデルとなった京谷夫妻が舞台挨拶に参加し、夫の和幸は「こと細かに再現されていて懐かしい思い」と感想を述べた。コラムニストの木村隆志は、障害という重いテーマ以上に「エネルギーの強さ」を感じるポジティブな作品であり、「未来への希望に満ちた作品」と評した。また車椅子バスケの激しい試合に興奮するのはもちろん、主演の櫻井と、香川照之ら「日本屈指の名優たち」との共演が見どころだと紹介した。ドラマ評論家の成馬零一は、車椅子バスケの迫力やかっこよさがドラマを盛り上げており、障害者を「かわいそうな被害者としてではなく一人の人間として」描いている点に本作のスタンスが表れていると述べた。また成馬は安達奈緒子の「ハードで重厚」な脚本と西浦正記の「オシャレでポップ」な演出の組み合わせを評価し、自分勝手な主人公の性格を「人間臭いものとして魅力的に」演じる櫻井の演技や、彼を支える妻役の長澤まさみの演技を称賛した。

## ストーリー
23歳でサッカー日本代表に選ばれた鷹匠和也は、交通事故に遭い下半身不随となる。日本代表から身体障害者へ「転落」した和也は周囲から奇異の目にさらされるが、婚約者である仲川未希は彼を支えた。そしてリハビリを開始した和也は車椅子バスケに出会い、パラリンピック日本代表を目指す。

## キャスト
※ 役名と読仮名は公式サイトより

### 主要人物
鷹匠和也（たかじょう かずや）
演 - 櫻井翔
主人公。サッカー日本代表の選手だったが、事故で脊髄を損傷し両足の機能を失った。4年間のリハビリと練習を経て車椅子バスケチーム・Wingsの選手となり、パラリンピック日本代表を目指す。
仲川未希（なかがわ みき）
演 - 長澤まさみ
和也の婚約者。後に妻となり一児をもうける。

### Wings
向井大隼（むかい ひろと）
演 - 市原隼人
Wingsの得点王。13歳で膝に骨肉腫を患い右足を切断した。両肺に移転性の癌がある。
鶴田仁志（つるた ひとし）
演 - 田中哲司
Wingsを主宰する市役所職員。自身も車いすバスケの選手。

### 仲川家
仲川明生（なかがわ あきお）
演 - 小林薫
未希の父。駅員。障害をもった和也と娘の結婚に反対していたが、毎日駅に来る和也に次第に心動かされる。

### 鷹匠家
鷹匠和歌（たかじょう わか）
演 - 倍賞美津子
和也の母。サッカー選手として注目される息子を誇りに思っていた。

### その他
向井史子（むかい ふみこ）
演 - かたせ梨乃
大隼の母。癌で入院している。
神村錬（かみむら れん）
演 - 安藤政信
車椅子バスケのレジェンド。生まれつき下半身が機能しない。18歳でドイツ車椅子バスケのプロとなり、20年に渡る選手生活を経て引退する。
福本廣太郎（ふくもと こうたろう）
演 - 香川照之
スポーツ紙記者。高校サッカーのころから和也の活動を追い続けている。
他
演 - 螢雪次朗、朝加真由美、水橋研二、阿部亮平、岡山天音、飯田基祐、遠山茜子、林田悠作、大迫一平、住田隆、与座よしあき　ほか

## スタッフ
- 原案 - 京谷和幸
- 参考文献 - 京谷和幸・「車椅子バスケのJリーガー」(主婦の友社)
- 協力 - 日本車椅子バスケットボール連盟
- 脚本 - 安達奈緒子
- 演出 - 西浦正記（FCC）
- 音楽 - 眞鍋昭大、ハセガワダイスケ、川嶋可能
- 音楽協力 - ポニーキャニオン
- 車椅子バスケ監修 - 堀江航、三宅克己
- 車椅子生活面指導 - 村上慶太
- 医療監修 - 原義明
- 取材協力 - 京谷陽子、及川晋平、金子恵美子
- 車椅子協力 - 松永製作所
- サッカー監修 - ラボーナ、TRE2030 STRIKER ACADEMY（一般社団法人TRE）
- サッカー協力 - ジェフユナイテッド市原・千葉、日本サッカー協会　ほか
- 技術協力 - ビデオスタッフ
- 照明協力 - ザ・ホライズン
- ポスプロ - バスク
- プロデュース - 増本淳、浅野澄美（FCC）
- 制作著作 - フジテレビ